# Heterolocha taiwana
Heterolocha taiwana là một loài bướm đêm trong họ Geometridae.